# Vršani (gmina Prnjavor)
Vršani (cyr. Вршани) – wieś w Bośni i Hercegowinie, w Republice Serbskiej, w gminie Prnjavor. W 2013 roku liczyła 372 mieszkańców.